# Streetscooter

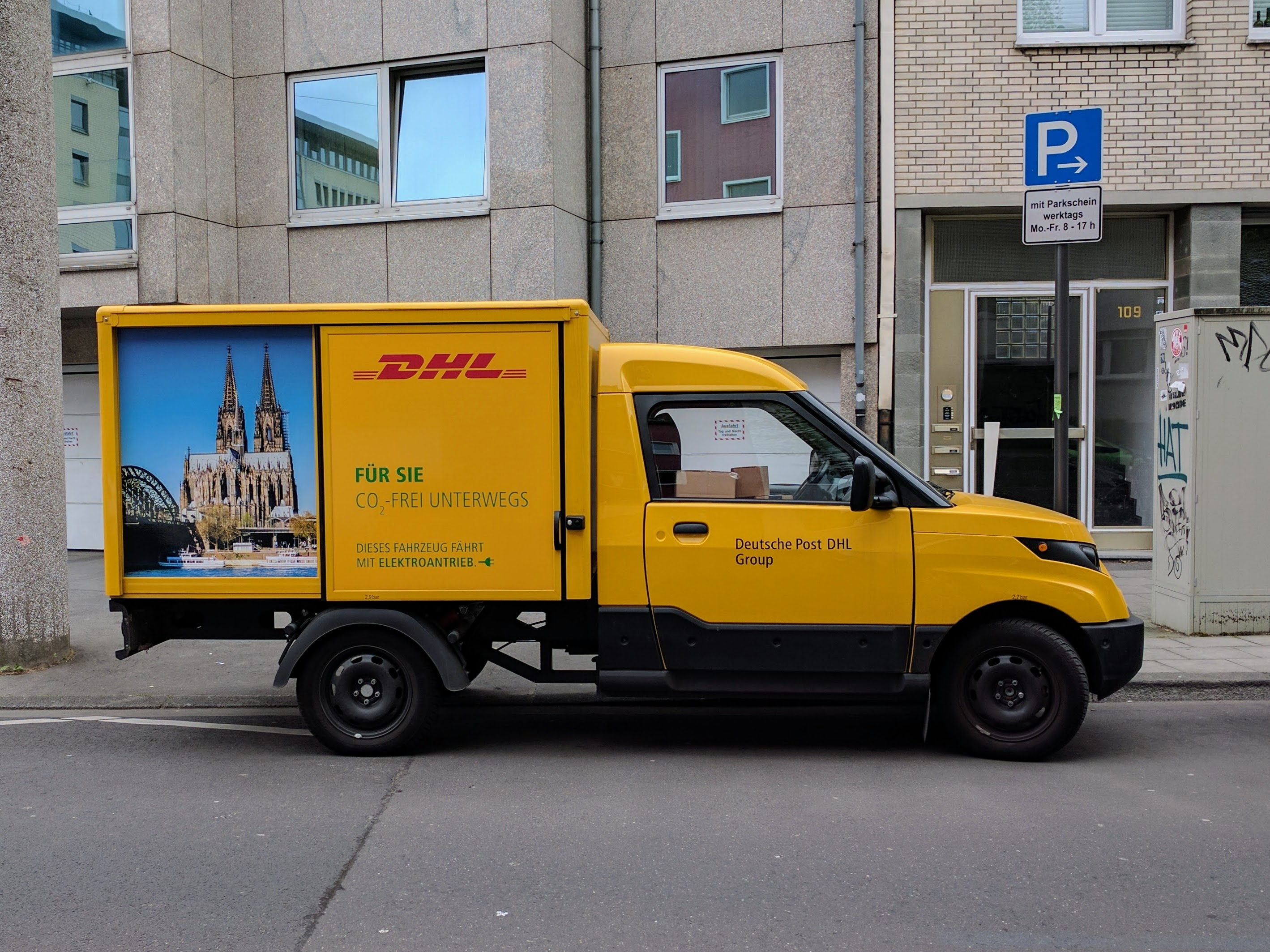
De Work als bezorgauto DHL (2017)

Streetscooter GmbH (eigen spelling StreetScooter) in Aken is een fabrikant van elektrische voertuigen. Het bedrijf was een dochteronderneming van Deutsche Post Beteiligungen Holding, inmiddels is het overgenomen door Odin Automotive S.a.r.l.. Streetscooter GmbH produceert niet alleen volledig elektrische bestelwagens, maar ook elektrische transportfietsen voor gebruik binnen voornamelijk stedelijke gebieden.

## Geschiedenis

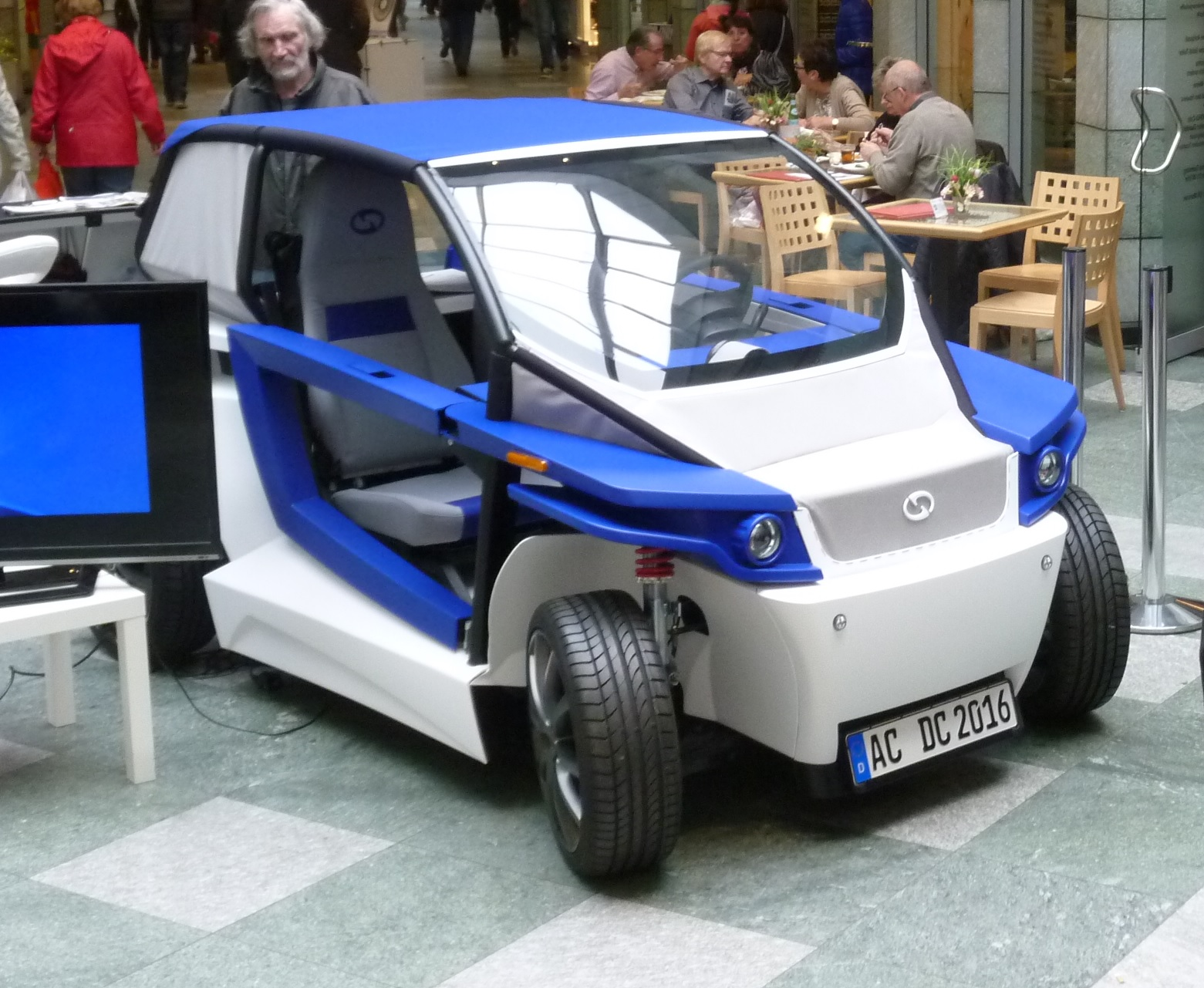
Prototype C16 (2014)

In juni 2010 richtte Achim Kampker samen met Günther Schuh Street Scooter GmbH (in augustus 2014 naamswijziging naar StreetScooter GmbH) op, een privaat gefinancierd onderzoeksinitiatief aan de RWTH Aken dat samen met 80 middelgrote bedrijven en tal van onderzoeksinstellingen de eerste elektrische auto ontwikkelde die speciaal is ontworpen voor korte afstanden. Het onderzoeksinitiatief is inmiddels uitgegroeid tot een onafhankelijk bedrijf. In mei 2011 werd de conceptauto Zeitgeist voor het eerst aan het publiek getoond en in het najaar volgde het eerste prototype van StreetScooter Compact op de IAA in Frankfurt, gevolgd door de bedrijfsautoversie Work. In 2012 richtte Kampker de non-profitorganisatie Netzwerk für bezahlbare und nachhaltige Elektromobilität ("netwerk voor betaalbare en duurzame elektrische mobiliteit") en werd daarvan de eerste voorzitter. Aan de RWTH Aken werd met een multi-materiaal-3D-printer van Stratasys binnen twaalf maanden een volledig functionerend prototype van een elektrische auto gebouwd, de StreetScooter C16, die op 25 oktober 2014 op de EuroMold werd gepresenteerd aan het publiek.
In 2014 produceerden ongeveer 100 werknemers 200 voertuigen op het terrein van de Waggonfabrik Talbot. In mei 2014 werd aangekondigd dat de Stedenregio Aken en de Sparkasse Aachen elektrische voertuigen bij het bedrijf hebben besteld. In december 2014 kocht Deutsche Post het bedrijf, dat daarmee een volle dochteronderneming werd.
Eerdere pogingen van Deutsche Post AG om een elektrisch voertuig te laten ontwikkelen door een autofabrikant waren mislukt, waarna het besloot om zelf een voertuig te ontwikkelen. Het bedrijf had in 2014 al een testbaan voor zijn bestelauto's in het Duits-Nederlandse bedrijvenpark Avantis.
In april 2016 kondigde de Deutsche Post aan dat het begon met de massaproductie van de Streetscooter Work, tegen het einde van het jaar moesten de eerste 2.000 voertuigen geproduceerd zijn. Uiteindelijk slaagde men erin om in totaal 1.906 voertuigen te produceren tegen het einde van 2016. In 2016 zei het Deutsche Post-bestuurslid Jürgen Gerdes dat het volledige postwagenpark van ongeveer 70.000 voertuigen op lange termijn moest worden vervangen door elektrische auto's. Vanaf 2017 zouden er jaarlijks ongeveer 10.000 voertuigen worden geproduceerd. In september 2017 was de productiecapaciteit al toegenomen tot 15.000 voertuigen per jaar.
Op de IAA Nutzfahrzeuge in 2016 presenteerde Streetscooter GmbH het grotere model Streetscooter Work L.
In april 2017 kondigde de Deutsche Post aan dat het in hetzelfde jaar een tweede productielocatie in Noordrijn-Westfalen in gebruik zou nemen. In september meldden de media dat deze locatie in Düren zou zijn. De jaarlijkse productie moet gelijkmatig worden verdeeld tussen de Work- en Work L-modellen. Bovendien werd de Streetscooter, die € 32.000 kost, ook beschikbaar voor externe klanten zoals gemeenten.
In december 2017 werd bekend dat leveranciers en ondernemingsraden kritiek hadden dat de eerder geleverde voertuigen in het dagelijks gebruik in de wintermaanden niet volledig zouden voldoen aan de praktische vereisten van DHL. In het bijzonder verkortte de elektrische verwarming de opgegeven actieradius van 100 km tot 70 km, waardoor de bedrijfsprocessen nadelig werden beïnvloed. Dit werd echter door de Deutsche Post respectievelijk DHL bestreden.

## Modellen

### Streetscooter Work

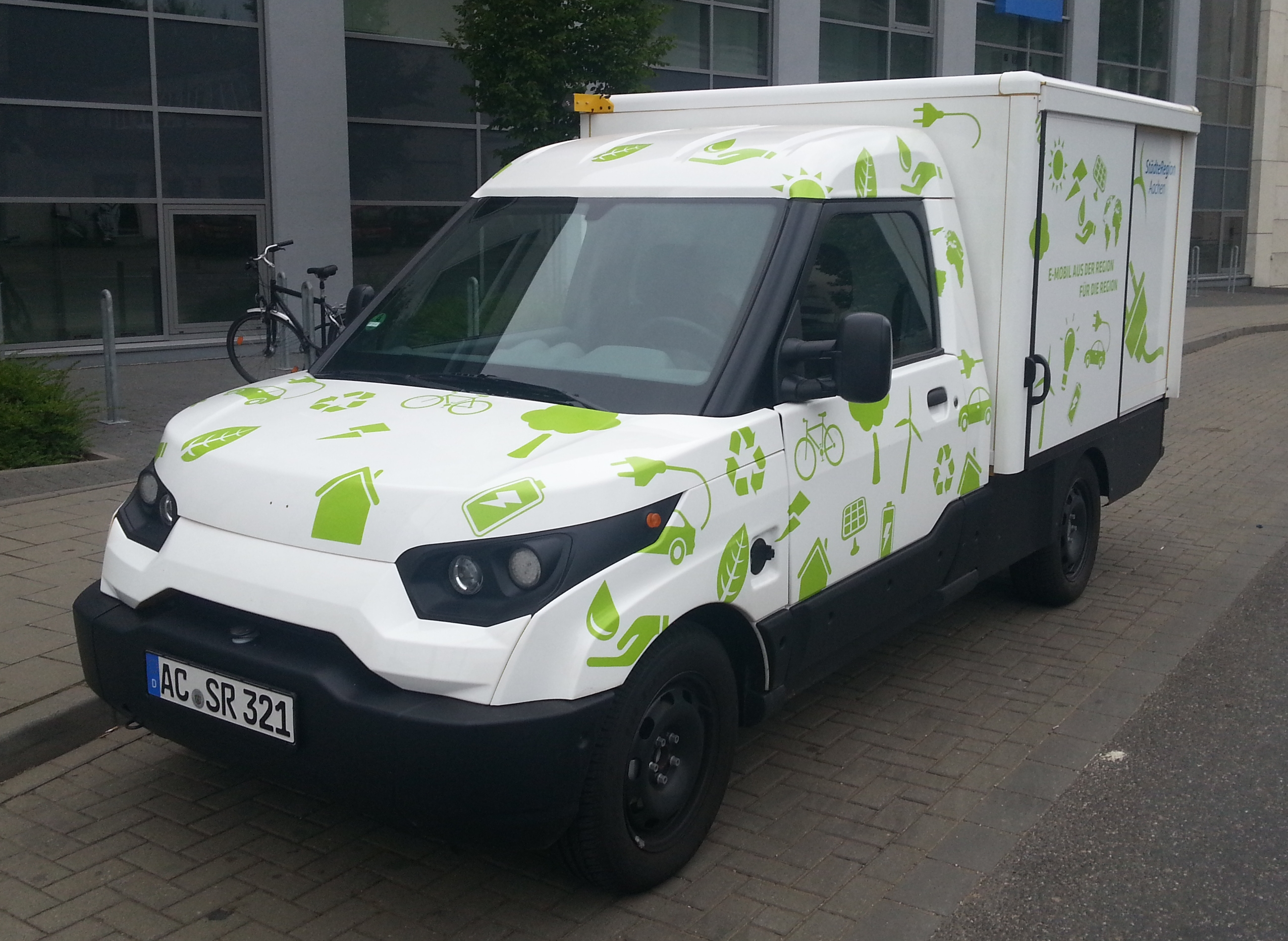
Streetscooter Work als bestelauto van Stedenregio Aken (2015)

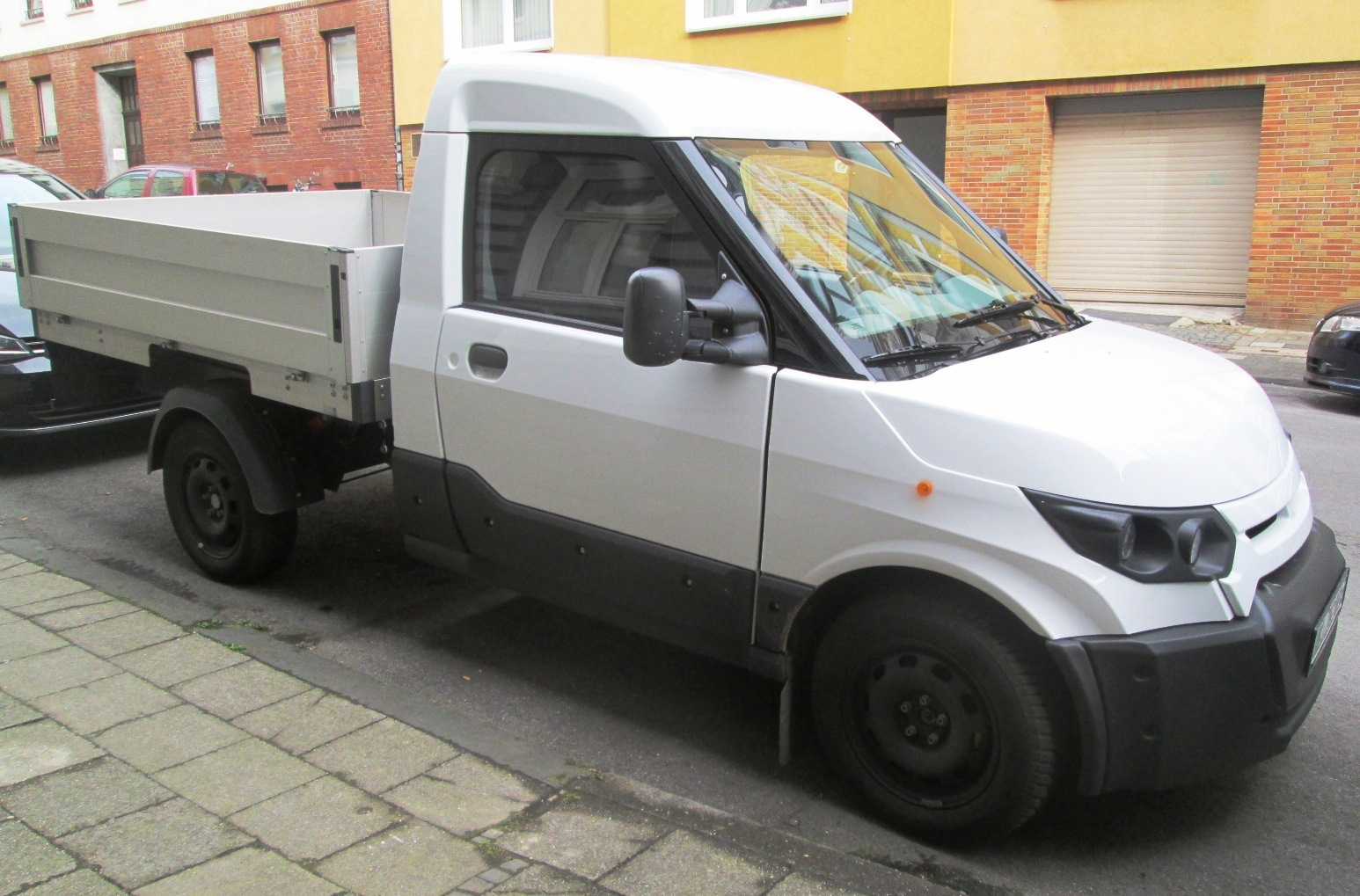
Streetscooter Work als pick-up (2017)

Het voorwielaangedreven voertuig heeft een elektrohydraulische stuurbekrachtiging. De hoogte van de laadruimte is voor de bezorgservice van de pakketdienst DHL en de postbezorging geoptimaliseerd op rugvriendelijkheid. Door de hogere laadvloer steken de wielkasten niet uit in de laadruimte. De laadruimte is aan beide zijden en van achteren toegankelijk. De carrosserie is gemaakt van kunststof. De basisprijs in Duitsland is 32.000 euro.

### Streetscooter Work L
Het model Work L is de grotere variant van de StreetScooter Work, met 30% meer laadvermogen en bijna twee keer zoveel laadruimte.

### Streetscooter Work XL
Op 16 augustus 2017 werd het model Work XL gepresenteerd op basis van de Ford Transit en met een laadruimte van 20 kubieke meter.

## Andere werkgebieden
Streetscooter heeft van de Deutsche Post een onderzoeks- en ontwikkelingsopdracht ontvangen voor elektrische fietsen, driewielers, eenzitters of cabriolets. Het prototype van de driewieler heeft een laadvermogen van 90 kg, die van de elektrische fiets van 60 kg.